# Primera generación de computadoras
La primera generación de computadoras abarca desde el año 1954 hasta el año 1959, aunque realmente estas fechas son de las máquinas comerciales que se podrían llamar la primera generación de computadoras.
Características:
- Estaban construidas con electrónica de válvulas de vacío.
- Se programaban en lenguaje máquina.[1]
- La información era mostrada en bombillas, cada bombilla es un bit, si era 1 estaba encendida y si era 0 estaba apagada.

Un programa es un conjunto de instrucciones para que la máquina efectúe alguna tarea, y el lenguaje más simple en el que puede especificarse, el programa se llama lenguaje de máquina porque el programa debe escribirse mediante algún conjunto de códigos binarios. 
La primera generación de computadoras y sus antecesores, se describen en la siguiente lista de los principales modelos de que constó:
- 1938 el Z1 primera máquina totalmente electro-mecánica, los componentes mecánicos daban bastantes problemas. Las Z fueron fabricadas por el alemán Konrad Zuse, cuyo trabajo fue menospreciado por haberse producido en Alemania durante la Segunda Guerra Mundial.[2]
- 1939 el Z2, para mejorar usó por primera vez relés, fue una máquina intermedia entre la Z1 y la Z3.
- 1941 el Z3, primera máquina completamente operativa usando relés.
- 1944 ENIAC. Considerada hasta hace unos años como la primera computadora digital electrónica en la historia.[3] No fue un modelo de producción, sino una máquina experimental. Tampoco era programable en el sentido actual. Se trataba de un enorme aparato que ocupaba todo un sótano en la universidad. Construida con 18.000 tubos de vacío, consumía varios kW de potencia eléctrica y pesaba 30  toneladas. Era capaz de efectuar cinco mil sumas por segundo. Fue hecha por un equipo de ingenieros y científicos encabezados por los doctores John W. Mauchly y J. Presper Eckert en la universidad de Pensilvania, en los Estados Unidos.
- 1949 el MESM fue la primera computadora  en Rusia y la segunda programable en Europa continental, creada por un equipo de científicos bajo la dirección de Serguéi Alekseevich Lébedev.
- 1950 el Z4 fue completado, rediseñado completamente tras perderse los planos y piezas de las anteriores Z durante los bombardeos aliados de Berlín. Fue la primera máquina en ser vendida comercialmente en 1950.
- 1951 BESM El desarrollo de las máquinas BESM comenzó en el Instituto de Mecánica de Precisión y Ciencias de la Computación de la URSS (ITM y VT) en Moscú bajo la supervisión de Serguéi Alekseevich Lébedev en 1950 como una continuación de sus trabajos en Kiev con la computadora MESM. Esta serie de máquinas se dejaron de fabricar en 1987.
- 1951 EDVAC. Segunda computadora programable. También fue un prototipo de laboratorio, pero ya incluía en su diseño las ideas centrales que conforman las computadoras actuales.
- 1951 UNIVAC I. Considerada la primera computadora comercial en ser vendida, aunque se le adelantó la británica Feranti Mark I por unos meses, y nunca se tuvo en cuenta la Z4 que se adelantó casi un año. Los doctores Mauchly y Eckert fundaron la compañía Universal Computer (Univac), y su primer producto fue esta máquina. El primer cliente fue la Oficina del Censo de Estados Unidos.
- 1953 IBM 701. Para introducir los datos, estos equipos empleaban tarjetas perforadas, que habían sido inventadas en los años de la revolución industrial (finales del siglo XVIII) por el francés Joseph Marie Jacquard y perfeccionadas por el estadounidense Herman Hollerith en 1890. La IBM 701 fue la primera de una larga serie de computadoras de esta compañía, que luego se convertiría en la número uno, por su volumen de ventas.
- 1954 - IBM continuó con otros modelos, que incorporaban un mecanismo de almacenamiento masivo llamado tambor magnético, que con los años evolucionaría y se convertiría en el disco magnético.
- 1955 - Zuse Z22. La primera computadora de Konrad Zuse aprovechando los tubos de vacío.

## La válvula de vacío y las computadoras
La era de la computación moderna empezó con una ráfaga de desarrollo antes y durante la Segunda Guerra Mundial, como circuitos electrónicos, relés, condensadores y tubos de vacío que reemplazaron los equivalentes mecánicos y  los cálculos digitales reemplazaron los cálculos analógicos.
Las computadoras que se diseñaron y construyeron entonces se denominan a veces "primera generación" de computadoras. La primera generación de computadoras eran usualmente construidas a mano usando circuitos que contenían relés y tubos de vacío, y a menudo usaron tarjetas perforadas (punched cards) o cinta de papel perforado (punched paper tape) para la entrada de datos [input] y como medio de almacenamiento principal (no volátil). El almacenamiento temporal fue proporcionado por las líneas de retraso acústicas (que usa la propagación de tiempo de sonido en un medio tal como alambre para almacenar datos) o por los tubos de William (que usan la habilidad de un tubo de televisión para guardar y recuperar datos).
A lo largo de 1943, la memoria de núcleo magnético estaba desplazando rápidamente a la mayoría de las otras formas de almacenamiento temporal, y dominó en este campo a mediados de la década de 1970.
En 1936 Konrad Zuse empezó la construcción de la primera serie Z, calculadoras que ofrecen memoria (inicialmente limitada) y programabilidad. Las Zuses puramente mecánicas, pero ya binarias, la Z1 terminada en 1938 nunca funcionó fiablemente debido a los problemas con la precisión de partes. En 1937, Claude Shannon hizo su tesis de máster en MIT que implementó álgebra booleana usando relés electrónicos e interruptores por primera vez en la historia. Titulada "Un Análisis Simbólico de Circuitos de Relés e Interruptores" (A Symbolic Analysis of Relay and Switching Circuits), la tesis de Shannon, esencialmente, fundó el diseño de circuitos digitales prácticos.
La máquina subsecuente de Zuse, la Z3, fue terminada en 1941. Estaba basada en relés de teléfono y trabajó satisfactoriamente. Así, la Z3 fue la primera computadora funcional controlada mediante programas. En muchas de sus características era bastante similar a las máquinas modernas, abriendo numerosos avances, tales como el uso de la aritmética binaria y números de coma flotante. El duro trabajo de reemplazar el sistema decimal (utilizado en el primer diseño de Charles Babbage) por el sistema binario, más simple, significó que las máquinas de Zuse fuesen más fáciles de construir y potencialmente más fiables, dadas las tecnologías disponibles en ese momento.
Esto es a veces visto como la principal razón por la que Zuse tuvo éxito donde Babbage falló; sin embargo, aunque la mayoría de las máquinas de propósito general de la actualidad continúan ejecutando instrucciones binarias, la aritmética decimal es aún esencial para aplicaciones comerciales, financieras, científicas y de entretenimiento, y el hardware de coma flotante decimal está siendo agregado en los dispositivos actuales (el sistema binario continúa siendo usado para direccionamiento en casi todas las máquinas) como un apoyo al hardware binario.
Se hicieron programas para las Z3 en cintas perforadas. Los saltos condicionales eran extraños, pero desde los 1990s los puristas teóricos decían que la Z3 era aún una computadora universal (ignorando sus limitaciones de tamaño de almacenamiento físicas). En dos patentes de 1937, Konrad Zuse también anticipó que las instrucciones de máquina podían ser almacenadas en el mismo tipo de almacenamiento utilizado por los datos –la clave de la visión que fue conocida como la arquitectura de von Neumann y fue la primera implementada en el diseño Británico EDSAC (1949) más tarde–.
Zuse también diseño el primer lenguaje de programación de alto nivel Plankalkül en 1945, aunque nunca se publicó formalmente hasta 1971, y fue implementado la primera vez en el 2000 por la Universidad de Berlín, cinco años después de la muerte de Zuse.
Zuse sufrió retrocesos dramáticos y perdió muchos años durante la Segunda Guerra Mundial cuando los bombarderos británicos o estadounidenses destruyeron sus primeras máquinas. Al parecer su trabajo permaneció largamente desconocido para los ingenieros del Reino Unido y de los Estados Unidos. Aun así, IBM era consciente de esto y financió su compañía a inicios de la posguerra en 1946, para obtener derechos sobre las patentes de Zuse.
En 1940, fue completada la Calculadora de Número Complejo, una calculadora para aritmética compleja basada en relés. Fue la primera máquina que siempre se usó remotamente encima de una línea telefónica. En 1938, John Vincent Atanasoff y Clifford E. Berry de la Universidad del Estado de Iowa desarrollaron la Atanasoff Berry Computer (ABC) una computadora de propósito especial para resolver sistemas de ecuaciones lineales, y que emplearon condensadores montados mecánicamente en un tambor rotatorio para memoria. La máquina ABC no era programable, aunque se considera una computadora en el sentido moderno en varios otros aspectos.
Durante la Segunda Guerra Mundial, los británicos hicieron esfuerzos significativos en Bletchley Park para descifrar las comunicaciones militares alemanas. El sistema cypher alemán (Enigma), fue atacado con la ayuda con la finalidad de construir bombas (diseñadas después de las bombas electromecánicas programables) que ayudaron a encontrar posibles llaves Enigmas después de otras técnicas tenían estrechadas bajo las posibilidades. Los alemanes también desarrollaron una serie de sistemas cypher (llamadas Fish cyphers por los británicos y Lorenz cypers por los alemanes) que eran bastante diferentes del Enigma. Como parte de un ataque contra estos, el profesor Max Newman y sus colegas (incluyendo Alan Turing) construyeron el Colossus. El Mk I Colossus fue construido en un plazo muy breve por Tommy Flowers en la Post Office Research Station en Dollis Hill en Londres y enviada a Bletchley Park.
El Colossus fue el primer dispositivo de cómputo totalmente electrónico. El Colossus usó solo tubos de vacío y no tenía relés. Tenía entrada para cinta de papel (paper-tape) y fue capaz de hacer bifurcaciones condicionales. Se construyeron nueve Mk II Colossi (la Mk I se convirtió a una Mk II haciendo diez máquinas en total). Los detalles de su existencia, diseño, y uso se mantuvieron en secreto hasta los años 1970. Se dice que Winston Churchill había emitido personalmente una orden para su destrucción en pedazos no más grandes que la mano de un hombre. Debido a este secreto el Colossi no se ha incluido en muchas historias de la computación. Una copia reconstruida de una de las máquinas Colossus esta ahora expuesta en Bletchley Park.
El trabajo de preguerra de Turing ejerció una gran influencia en la ciencia de la computación teórica, y después de la guerra, diseñó, construyó y programó algunas de las primeras computadoras en el Laboratorio Nacional de Física y en la Universidad de Mánchester. Su trabajo de 1936 incluyó una reformulación de los resultados de Kurt Gödel en 1931 así como una descripción de la que ahora es conocida como la máquina de Turing, un dispositivo puramente teórico para formalizar la noción de la ejecución de algoritmos, reemplaza al lenguaje universal, más embarazoso, de Gödel basado en aritmética. Las computadoras modernas son Turing-integrada (capacidad de ejecución de algoritmo equivalente a una máquina de Turing universal), salvo su memoria finita. Este limitado tipo de Turing-integrados es a veces visto como una capacidad umbral separando las computadoras de propósito general de sus predecesores de propósito especial.
George Stibitz y sus colegas en los Laboratorios Bell de la ciudad de Nueva York produjeron algunas computadoras basadas en relés a finales de los años 1930 y a principios de los años 1940, pero se preocuparon más de los problemas de control del sistema de teléfono, no en computación. Sus esfuerzos, sin embargo, fueron un claro antecedente para otra máquina electromecánica americana.
La Harvard Mark I (oficialmente llamada Automatic Sequence Controlled Calculator) fue una computadora electro-mecánica de propósito general construida con financiación de IBM y con asistencia de algún personal de IBM bajo la dirección del matemático Howard Aiken de Harvard. Su diseño fue influenciado por la Máquina Analítica. Fue una máquina decimal que utilizó ruedas de almacenamiento e interruptores rotatorios además de los relés electromagnéticos.
Se programaba mediante cinta de papel perforado, y contenía varias calculadoras trabajando en paralelo. Más adelante los modelos contendrían varios lectores de cintas de papel y la máquina podía cambiar entre lectores basados en una condición. No obstante, esto no hace mucho la máquina Turing-integrada. El desarrollo empezó en 1939 en los laboratorios de Endicott de IBM; la Mark I se llevó a la Universidad de Harvard para comenzar a funcionar en mayo de 1944.

## ENIAC
El ENIAC (Electronic Numerical Integrator and Computer, Integrador Numérico Electrónico y Computador) construido en los Estados Unidos, a menudo llamada la primera computadora electrónica de propósito general, públicamente validó el uso de elementos electrónicos para computación a larga escala. Esto fue crucial para el desarrollo de la computación moderna, inicialmente debido a la ventaja de su gran velocidad, pero últimamente debido al potencial para la miniaturización.
Construida bajo la dirección de John Mauchly y J. Presper Eckert, era mil veces más rápida que sus contemporáneas. El desarrollo y construcción de la ENIAC comenzó en 1941 siendo completamente operativa hacia finales de 1945. Cuando su diseño fue propuesto, muchos investigadores creyeron que las miles de válvulas delicadas (tubos de vacío) se quemarían a menudo, lo que implicaría que la ENIAC estuviese muy frecuentemente en reparación. Era, sin embargo, capaz de hacer más de 100.000 cálculos simples por segundo y eso durante unas horas que era el tiempo entre fallos de las válvulas.
Para programar la ENIAC, sin embargo, se debía realambrar por lo que algunos dicen que eso ni siquiera se puede calificar como programación, pues cualquier tipo de reconstrucción de una computadora se debería considerar como programación. Varios años después, sin embargo, fue posible ejecutar programas almacenados en la memoria de la tabla de función.
A todas las máquinas de esta época les faltó lo que se conocería como la arquitectura de Eckert-Mauchly: sus programas no se guardaron en el mismo "espacio" de memoria como los datos y así los programas no pudieron ser manipulados como datos.
La primera máquinas Eckert-Mauchly fue la Manchester Baby o Small-Scale Experimental Machine, construida en la Universidad de Mánchester en 1948; esta fue seguida en 1949 por la computadora Manchester Mark I que funcionó como un sistema completo utilizando el tubo de William para memoria, y también introdujo registros de índices. El otro contendiente para el título "primera computadora digital de programa almacenado" fue EDSAC, diseñada y construida en la Universidad de Cambridge.
Estuvo operativa menos de un año después de la Manchester "Baby" y era capaz de resolver problemas reales. La EDSAC fue realmente inspirada por los planes para la EDVAC, el sucesor de la ENIAC; estos planes ya estaban en lugar por el tiempo la ENIAC fue exitosamente operacional. A diferencia la ENIAC, que utilizó procesamiento paralelo, la EDVAC usó una sola unidad de procesamiento. Este diseño era más simple y fue el primero en ser implementado en cada onda teniendo éxito de miniaturización, e incrementó la fiabilidad. Algunos ven la Manchester Mark I/EDSAC/EDVAC como las "Evas" de que casi todas las computadoras actuales que derivan de su arquitectura.
La primera computadora programable en la Europa continental fue creada por un equipo de científicos bajo la dirección de Serguéi Alekséievich Lébedev del Institute of Electrotechnology en Kiev, Unión Soviética (ahora Ucrania). La computadora MESM (Small Electronic Calculating Machine (МЭСМ)) fue operacional en 1950. Tenía aproximadamente 6000 tubos de vacío y consumía 25 kW. Podía realizar aproximadamente 3000 operaciones por segundo.
La máquina de la Universidad de Mánchester se convirtió en el prototipo para la Ferranti Mark I. La primera máquina Ferranti Mark I fue entregada a la Universidad en febrero de 1951 y por lo menos otras nueve se vendieron entre 1951 y 1957.

## UNIVAC I
En junio de 1951, la UNIVAC I [Universal Automatic Computer] se entregó a la Oficina del Censo estadounidense. Aunque fabricada por la Remington Rand, la máquina era erróneamente llamada la "IBM UNIVAC". La Remington Rand al final vendió 46 máquinas a más de un millón de dólares cada una. La UNIVAC fue la primera computadora "producida en masa"; todas las predecesoras habían sido "una fuera de" las unidades. Usaba 5200 tubos de vacío y consumía 125 kW. Utilizó una línea de retraso de mercurio capaz de almacenar 1000 palabras de 11 dígitos decimales más la señal (72-bit de palabras) para memoria. Con las primeras máquinas no usó un sistema de tarjetas perforadas, sino una entrada de cinta de metal.

## LEO
En noviembre de 1952, la compañía J. Lyons and Co. (relacionada con la industria de los alimentos) desarrolló la primera computadora de Inglaterra la LEO (Lyons Electronic Office), esta también fue la primera computadora en resolver problemas del negocio.